# Caracara (genre)
Pour les articles homonymes, voir Caracara.
Genre
Caracara est un genre de rapaces de la famille des Falconidae.

## Liste d'espèces
D'après la classification de référence (version 12.1, 2022) du Congrès ornithologique international, il existe deux espèces du genre Caracara, dont une éteinte :
- Caracara plancus – Caracara huppé

- †Caracara lutosa – Caracara de Guadalupe

Le genre dénombrait auparavant une espèce supplémentaire, le Caracara du Nord (Caracara cheriway) ; celle-ci est désormais considérée comme une sous-espèce du Caracara huppé à la suite d'une décision du SACC, fondée sur la faible diversité génétique entre les deux espèces et leur ressemblance très marquée,. Cette décision est reflétée par le COI et par Clements.